# EdgeHTML
EdgeHTML fue un motor de renderizado desarrollado por Microsoft y utilizado en el navegador Microsoft Edge en la edición legacy. Es una bifurcación de Trident en el que se ha eliminado todo el código de viejas versiones de Internet Explorer y reemplazando la mayoría de su código fuente con los estándares web y la interoperabilidad con otros navegadores modernos en mente. El motor de renderizado fue lanzado por primera vez como una opción de prueba que se podía probar entre Internet Explorer 11 como parte de Windows 10 Technical Preview build 9879.
En diciembre de 2018, Microsoft anunció que Edge cambiaría de logo, al mismo tiempo que su motor de renderizado sería reemplazado por el de Chromium (Blink), lo que implicó que dicho navegador dejó de utilizar EdgeHTML.

## Uso en Windows
EdgeHTML está diseñado como un componente de software que permite a los desarrolladores agregar funcionalidades de navegación a sus propias aplicaciones. Presenta una interfaz COM para el acceso y edición de páginas web en cualquier entorno con soporte COM, como C++ y .NET. Por ejemplo, un control de navegación puede ser agregado a un programa diseñado en C++, y EdgeHTML puede ser usado para acceder a la página que se está mostrando en el navegador y así extraer los valores de los elementos. Los eventos del control del navegador web también pueden ser capturados. También se utiliza para renderizar apps de Windows RT que estén basadas en tecnologías web.

## Versiones
| EdgeHTML | Edge       | Fecha de liberación      | Notas |
| -------- | ---------- | ------------------------ | --- |
| 12.0     |            | 12 de noviembre de 2014  | Versión inicial de EdgeHTML, incluida como una característica experimental en Internet Explorer 11 como reemplazo a Trident 7.0 en Proyecto Spartan, más tarde renombrado como Microsoft Edge. |
| 12.10049 | 0.10.10049 | 31 de marzo de 2015      | Nuevas características introducidas, viene incluida junto con la primera versión de Microsoft Edge. |
| 12.10166 | 20.10166   | 9 de julio de 2015       | - Loopback de localhost activado por defecto. Puede ser cambiado entrando a about:flags. - Corrección de errores |
| 12.10240 | 20.10240   | 15 de julio de 2015      | Primera liberación pública. Contiene mejoras en el rendimiento, soporte para HTML5 y CSS3. |
| 12.10525 | 20.10525   | 18 de agosto de 2015     | Esta liberación contiene inicial groundwork para Objeto RTC en Microsoft Edge. |
| 12.10532 | 20.10532   | 27 de agosto de 2015     | Características nuevas como bloque de Mouse, Canvas blending modes, y nuevos tipos de entrada |
| 13.10547 | 21.10547   | 18 de septiembre de 2015 | Microsoft Edge actualizado a la versión 13, dando soporte extendido para HTML5 y CSS3, Extendido srcset (tamaños), un[descarga] atributo, contenido externo de SVG, Canvas Ellipse, WebRTC - Objeto RTC API (escritorio). |
| 13.10565 | 23.10565   | 12 de octubre de 2015    | Añadidos valores initial y unset de CSS, soporte preliminar para F12 (herramientas de desarrollador). |
| 13.10586 | 25.10586   | 5 de noviembre de 2015   | Primera actualización pública en la plataforma, incluye nuevas mejoras en HTML5, incluyendo soporte de objetos RTC. |
| 13.11099 | 27.11099   | 13 de enero de 2016      | Trabajo inicial para EdgeHTML 14 |
| 14.14267 | 31.14267   | 18 de febrero de 2016    | Microsoft Edge actualizado a la versión 14, con soporte de notificaciones Web |
| 14.14279 | 31.14279   | 4 de marzo de 2016       | Soporte para nuevas funcionalidades experimentales de Javascript. |
| 14.14291 | 34.14291   | 17 de marzo de 2016      | Soporte de prueba para el codec de código abierto VP9 en algunos dispositivos. |
| 14.14316 | 37.14316   | 6 de abril de 2016       | Nuevas herramientas de desarrollador, nuevas características de JavaScript y nuevas mejoras de Plataforma de Web . |
| 14.14327 | 37.14327   | 20 de abril de 2016      | Mejoras en la accesibilidad. |
| 14.14342 | 38.14342   | 10 de mayo de 2016       | Notificaciones de Web Fetch APIs activados por defecto, mejoras de rendimiento para varios APIs de JavaScript. |
| 14.14352 | 38.14352   | 26 de mayo de 2016       | Decodificación H.264/AVC disponible a través del ORTC API. |
| 14.14356 | 38.14356   | 1 de junio de 2016       | Mejoras en el rendimiento y corrección de errores |
| 14.14361 | 38.14361   | 8 de junio de 2016       | TCP Rápido Abierto deshabilitado por defecto. |
| 14.14366 | 38.14366   | 14 de junio de 2016      | Solucionado un problema que podría resultar un rendimiento alto en el uso de la CPU cuando se abren varias páginas con varios GIFs. así como captchas que no se muestran correctamente. |
| 14.14367 | 38.14367   | 16 de junio de 2016      | Mejoras para reducir uso de batería en Windows 10 Mobile cuando Microsoft Edge se está ejecutando |
| 14.14376 | 38.14376   | 28 de junio de 2016      | Corrección de errores y mejoras de rendimiento. |
| 14.14393 | 38.14393   | 2 de agosto de 2016      | Se libera el canal estable de EdgeHTML 14 con Windows 10 Anniversary Update. |
| 14.14901 | 39.14901   | 11 de agosto de 2016     | Nuevas funciones experimentales en la página about:flags, incluyendo soporte para WebRTC 1.0. |
| 14.14915 | 39.14915   |                          | Implementación parcial de Webkit-Text-Stroke y CSS outline-offset. |
| 14.14926 | 39.14926   | 14 de septiembre de 2016 | - Rendimiento mejorado en sitios web con cambios a números grandes de Elementos de HTML que contienen texto improvisando eficiencia de spellchecker. Estos resultados en rendimiento mejoran sustancialmente en sitios web como TweetDeck. - Dirigido la causa más grande de asuntos de fiabilidad en Insider complexiones de Microsoft Edge, el cual tendría que mejorar en su fiabilidad en sitios importantes como Facebook y Outlook. |
| 15.14942 | 39.14942   | 7 de octubre de 2016     | EdgeHTML ha sido actualizado a versión 15 con las siguientes mejoras : - Habilitado soporte para H.264/AVC por defecto para RTC - ES6 mejorado - Mejoras en el rendimiento web. - Se añade soporte para CSP 2.0, WebRTC 1.0 y Service Worker |
| 15.14959 | 39.14959   | 3 de noviembre de 2016   | Corrección de errores y mejoras de fiabilidad |
| 15.14986 | 39.14986   | 7 de diciembre de 2016   | Nuevas características y mejoras en las herramientas de desarrollador. |
| 15.15063 | 40.15063   | 11 de abril de 2017      | Canal estable de EdgeHTML, incluido junto con Windows 10 Creators Update |

## Rendimiento
Según una revisión de EdgeHTML en la build 9926 de Windows 10 por AnandTech, se ha encontrado mejoras en el rendimiento con respecto a Trident, en particular, el rendimiento del motor JavaScript, que ahora está a la par con la de Google Chrome. Otros puntos de referencia se centran en el rendimiento de WebGL API en EdgeHTML, con mayor rendimiento que el de Google Chrome y Mozilla Firefox.

## Compatibilidad
EdgeHTML es plenamente compatible con los motores de diseño de Blink y Webkit, utilizados por Google Chrome y Safari, respectivamente.  Microsoft ha declarado que "cualquier diferencia de Blink-WebKit son bugs que estamos interesados de solucionar."